# Marian Ariton Popa
Marian Ariton Popa (n. 1871, Tăuni – d. 1946) a fost un protopop unit, delegat din partea Protopopiatului Reghinul Săsesc la Marea Adunare Națională de la Alba Iulia din 1 decembrie 1918.